# Ophryophryne gerti
Ophryophryne gerti es una especie  de anfibios de la familia Megophryidae.

## Distribución geográfica
Se encuentra en Laos y Vietnam.

## Estado de conservación
Se encuentra amenazada de extinción por la pérdida de su hábitat natural.